# Ammophila beniniensis
Ammophila beniniensis là một loài côn trùng cánh màng trong họ Sphecidae, thuộc chi Ammophila. Loài này được Palisot de Beauvois miêu tả khoa học đầu tiên năm 1806.